# (10353) Momotaro
(10353) Momotaro est un astéroïde de la ceinture principale.

## Description
(10353) Momotaro est un astéroïde de la ceinture principale. Il fut découvert le 20 décembre 1992 à Kiyosato par Satoru Ōtomo. Il présente une orbite caractérisée par un demi-grand axe de 2,93 UA, une excentricité de 0,04 et une inclinaison de 3,2° par rapport à l'écliptique.

## Compléments